# پناهگاه ۱۱۱ حسین‌آباد
پناهگاه ۱۱۱ حسین‌آباد مربوط به دوران پارینه‌سنگی جدید - دوران فرادیرینه‌سنگی است و در شهرستان هرسین، بخش بیستون، دهستان چمچمال، ۱۲۰۰ متری جنوبغرب روستای حسین‌آباد درتنگ واقع شده و این اثر در تاریخ ۲۶ اسفند ۱۳۸۷ با شمارهٔ ثبت ۲۵۶۶۰ به‌عنوان یکی از آثار ملی ایران به ثبت رسیده است.